# نيكي (مغنية)
نيكي (بالملايوية: Nicolette Palikat)‏ هي مغنية ماليزية، ولدت في 1 نوفمبر 1985 في بيرين سبرينغز في الولايات المتحدة.

## وصلات خارجية
- الموقع الرسمي
- نيكي على موقع IMDb (الإنجليزية)
- نيكي على موقع ميوزك برينز (الإنجليزية)
- نيكي على موقع ميوزك برينز (الإنجليزية)
- نيكي على موقع ديسكوغز (الإنجليزية)